# لوچیانو پوکرنیک
لوچیانو پوکرنیک (کرواتی: Luciano Pocrnjić؛ زادهٔ ۴ اوت ۱۹۸۱) بازیکن فوتبال اهل آرژانتین است.
از باشگاه‌هایی که در آن بازی کرده‌است می‌توان به باشگاه فوتبال نیولز اولد بویز اشاره کرد.